# Moba (bedrijf)
Moba is een Nederlands internationaal opererend bedrijf dat gespecialiseerd is in het ontwerpen, ontwikkelen en produceren van apparatuur voor het sorteren, verpakken en verwerken van eieren. Het bedrijf beschikt over drie locaties voor onderzoek en ontwikkeling en vier productielocaties. Anno 2024 telt de organisatie wereldwijd circa 800 werknemers. Het hoofdkantoor is gevestigd in Barneveld.

## Geschiedenis

### 1947–1969

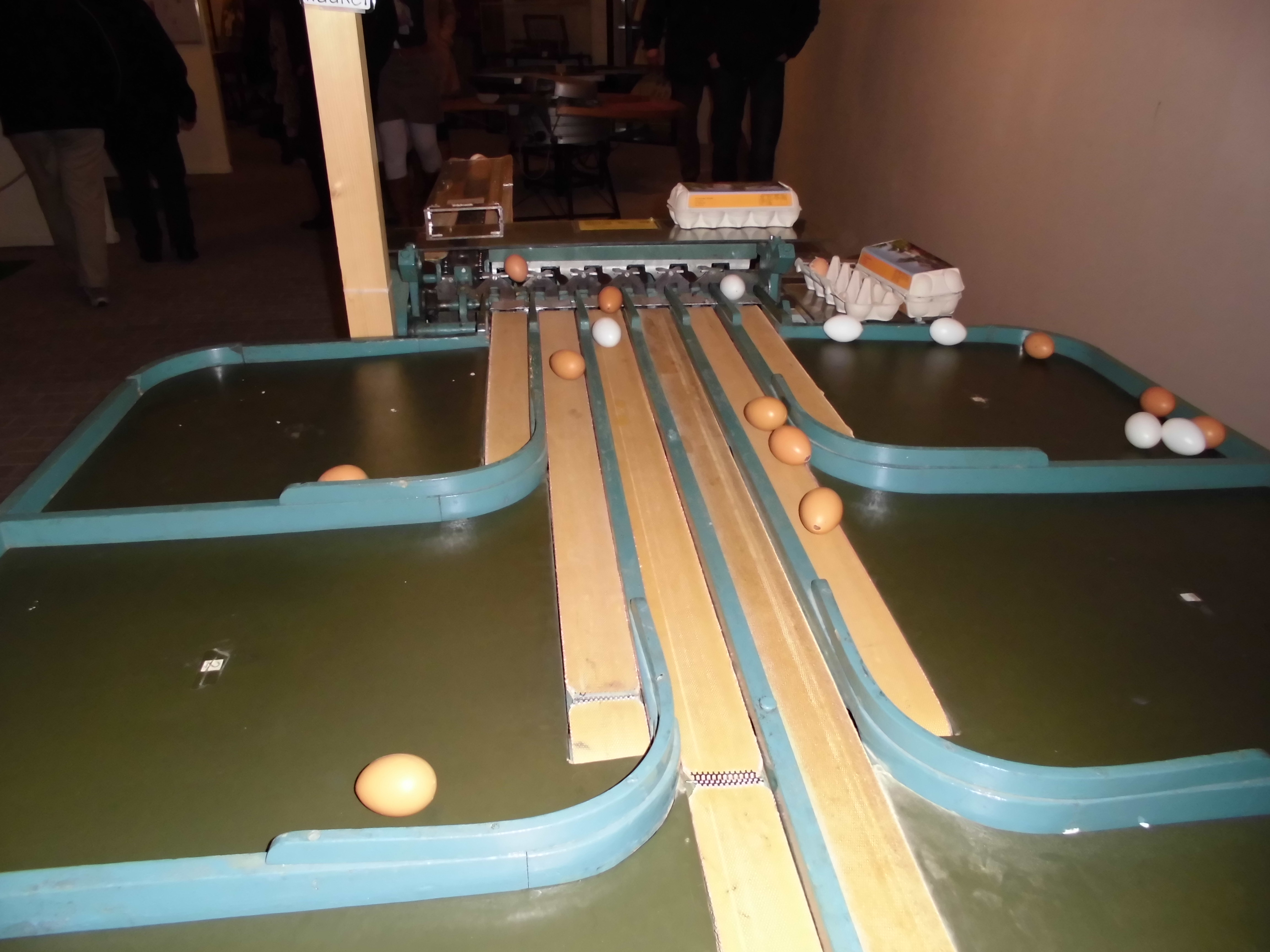
Eiersorteermachine (1947)

Het bedrijf werd in 1947 als machinefabriek Mosterd-Barneveld opgericht door Job Mosterd. Hij vestigde zich toen aan de Stationsweg in Barneveld. Mosterd, zoon van een eierhandelaar, construeerde en ontwikkelde een eerste, handmatig te bedienen eiersorteermachine. In 1957 werd die opgevolgd door een sorteermachine die 30 eieren ineens op de sorteertafel kon leggen, schouwen, wegen en stempelen. Hiermee konden 9600 eieren per uur verwerkt worden.
In 1966 opende bedrijf een eigen kantoor in het Verenigd Koninkrijk onder de naam Moba UK Ltd. Het bedrijf breidde haar machinebouw verder uit naar de visserij en bracht in 1967 een elektrische vissorteermachine uit, waarmee vis gewogen en gesorteerd kon worden.

### 1970–2000
In 1970 bracht Moba een machine op de markt die niet alleen eieren sorteerde, maar ook verpakte. De bedrijfsnaam veranderde in MOBA apparatenbouw.
Oprichter Mosterd overleed in 1977 op 61-jarige leeftijd.
In 1981 kwam het bedrijf in het nieuws nadat het een machine had ontwikkeld die, bediend door één man, per uur elfhonderd geslachte kippen kon inpakken]
In 1983 werd het bedrijf genoodzaakt te saneren door economische omstandigheden, waaronder terugloop van de pluimveesector. Het telde op dat moment driehonderd werknemers. Een reorganisatie volgde en voor ruim zestig werknemers werd ontslag aangevraagd.
In 1982 werd het bedrijf eigendom van de investeringsmaatschappij Thyssen-Bornemisza (TBG groep) waar het werd ondergebracht in de Terpa-divisie waar ook de bedrijven Vicon (Nieuw-Gennep), Staalkat (Aalten), Zweegers (Geldrop) en Boeke-Heesters (Amersfoort) deel van uitmaakten. Vijf jaar later, in 1987, werd de naam van de Terpa groep veranderd in Greenland. In 1997 werd in Kuala Lumpur een verkoop- en servicekantoor geopend voor de regio Azië en Stille Oceaan.

### Sinds 2000
Moba opende kantoren en vestigingen in Kobe (2001), Beijing (2007) en Dubai (2018). In 2007 werd het Amerikaanse bedrijf Diamond overgenomen. In 2012 volgde de overname van Coenraadts Processing Equipment. Vier jaar kwam de fusie met het Italiaanse bedrijf Pelbo tot stand.  